# تل اشرفی (۲) ۰۳۶
تل اشرفی (۲) ۰۳۶ در شهرستان شوشتر، روستای قلعه سید واقع شده و این اثر در تاریخ ۵ آذر ۱۳۸۰ با شمارهٔ ثبت ۴۲۸۴ به‌عنوان یکی از آثار ملی ایران به ثبت رسیده است.